# Psychopedagogika
Psychopedagogika – dział pedagogiki zajmujący się problemami naukowymi i zagadnieniami psychologii rozwoju i wychowania człowieka. Psychopedagogika jako nauka jest połączeniem dwóch samodzielnych dziedzin nauki psychologii i pedagogiki w jeden wspólny nurt, będący nową dziedziną wiedzy, eksplorowaną i stosowaną we współczesnym życiu społecznym człowieka.
Psychopedagogika w jej tradycyjnym rozumieniu jest dyscypliną naukową zajmującą się badaniem procesów psychicznych związanych z wychowaniem i edukacją. Jako dyscyplina jest bliska psychologii wychowawczej i rozwojowej. Stosując metody badawcze psychologii eksperymentalnej (jako dyscypliny podstawowej), dokonuje analizy sytuacji wychowawczych z punktu widzenia psychologii. Ponadto jest także dyscypliną pedagogiczną, a posługując się metodologią badań pedagogicznych, posiada cechy nauki stosowanej. Na jej terenie powstało wiele projektów terapii pedagogicznej, treningów psychoedukacyjnych, programów edukacyjnych dotyczącego kształcenia ustawicznego i specjalnego oraz samokształcenia.

## Historia myśli psychopedagogicznej
Termin został zdefiniowany przez profesora Henri Piérona jako postać pedagogiki naukowej opierającej się na psychologii dziecka (1957). Po raz pierwszy terminu psychopedagogika użył w swojej publikacji profesor Edgar Stones. Sigmund Freud określił stosowanie psychoanalizy w pedagogice jako najważniejsze działania analizy. Dr K. Daniel Cho po analizie dzieła Jacques’a Lacana i Sigmunda Freuda stwierdził, że założenia teorii pedagogiki istniały już przed jej powstaniem w psychoanalizie. Psychopedagogika posługuje się kluczowymi pojęciami psychoanalitycznymi, takimi jak: nieprzytomny, opór, ego, przenoszenie, itd. Współcześnie psychopedagogika jest rozumiana jako przeniesienie osiągnięć psychologii na grunt problemów nauczania i uczenia się i jest rozwijana jako samodzielna nauka przez K. Daniela Cho w College Otterbein.

## Kształcenie psychopedagogów
Kształcenie psychopedagogów polega na dostarczeniu kompetencji (wiedzy teoretycznej i umiejętności praktycznych) z zakresu pedagogiki i psychologii (oraz dyscyplin pokrewnych) pozwalających na profesjonalne zaangażowanie się w działalność zarówno w środowisku przedszkolnym i szkolnym (dzieci i młodzież oraz nauczyciele przedmiotów), jak i poza przedszkolem i szkołą (rodzina, grupa rówieśnicza czy środowisko lokalne). Psychopedagog jest specjalistą przygotowanym do prowadzenia samodzielnie oddziaływań z zakresu wczesnej profilaktyki zachowań z grupy ryzyka społecznego, potrafi planować i organizować oraz przeprowadzić zajęcia psychoedukacyjne, posiada odpowiednie przygotowanie pedagogiczne. Posiadając umiejętności z zakresu pełnej diagnozy psychologicznej oraz pedagogicznej w sytuacjach wychowawczych potrafi odpowiedzialnie przygotować i wdrożyć działania o charakterze naprawczym czy reedukacyjnym.
Psychopedagog potrafi nie tylko diagnozować i orzekać, ale jak dydaktyk prowadzić warsztaty, treningi psychoedukacyjne stymulujące optymalny rozwój dzieci i młodzieży oraz dorosłych. W psychoedukacji psychopedagodzy zajmują się psychoanalizą porównawczą zachowania vs wychowania człowieka w okresie faz rozwojowych np. w miarę możliwości zdrowotnych równoważyć deficyty rozwojowe – badając porównawczo wiek rozwojowy umysłu w opozycji do wieku fizycznego człowieka (uwzględniając przy tym zdiagnozowane choroby somatyczne i deficyty psychiczne). W psychopedagogice zdrowia i sportu zajmują się usprawnianiem somy w neurobiologicznym sprzężeniu zwrotnym, tj. relacji umysłu w stosunku do narządów ruchu poprzez kierunek wychowanie fizyczne w rekonwalescencji, rekreacji ruchowej i przygotowaniem do dyscypliny sportowej, opracowując pod względem psychopedagogicznym programy kultury fizycznej i sportu.
Autorami prac z psychopedagogiki są m.in. Jean Piaget, Józefa Joteyko, David Ausubel, Jerome Bruner, Stones Edgar i Lew Wygotski. Do poszerzenia wiedzy tej przyczyniła się również Mary Warnock, która prowadziła badania w dziedzinie kształcenia specjalnego, John D. Krumboltz, autor (decydującego programu rozwojowego) w orientacji zawodowej i akademickiej, Rafael Bisquerra, Manuel Álvarez.

## Psychopedagogika w Polsce

### Kształcenie
W pedagogice, kierunek psychopedagogiczny łączy wiedzę pedagogiczną z wiedzą i umiejętnościami psychologicznymi. Studenci dowiadują się, jak pracować z człowiekiem w każdej fazie życia i rozwoju, młodzieżą szkolną mającą problemy z nauką, uczeniem się w grupach, samokształceniem i reedukacją niedostosowanych społecznie lub z zaburzeniami wychowania w naturze psychicznej. W programie studiów pedagogicznych zakresu psychopedagogika, obok przedmiotów typowo psychologicznych, znajdują się zajęcia i warsztaty, które przygotowują studentów do samodzielnego prowadzenia warsztatów psychoedukacyjnych oraz rozwijają umiejętności twórcze i kreatywne w kontaktach interpersonalnych między ludźmi na całym świecie.
Specjalizacje kierunkowe z psychopedagogiki
- psychopedagogika kreatywności;
- psychopedagogika twórczości;
- psychopedagogika działań twórczych;
- psychopedagogika pracy;
- psychopedagogika opiekuńczo-wychowawczą;
- psychopedagogika z profilaktyką społeczną;
- psychopedagogika z detektywistyką;
- psychopedagogika z hipnopedią;
- psychopedagogika specjalna;
- psychopedagogika specjalna z logopedią.

### Działalność zawodowa
Uzyskiwane wykształcenie wyższe pedagogiczne i tytuł zawodowy magistra pedagoga o kierunku psychopedagog lub pedagog specjalny, stwarza wiele możliwości podjęcia działalności zawodowej państwowej czy profesji indywidualnej, np.:
- Ministerstwo Nauki i Szkolnictwa Wyższego jako doradca-konsultant metod i kierunków kształcenia w aspekcie prawa o szkolnictwie wyższym; pełnomocnik ds. konsolidacji nauki na potrzeby rynku pracy i przemysłu krajowego;
- Ministerstwo Edukacji Narodowej na wydziale zarządzania zastosowań programów edukacyjnych i zastosowań IT – multimediów w kształceniu dzieci i młodzieży, doborem i ewaluacją kadry oświatowej, określaniem kierunku dydaktyki zgodnie z kierunkiem narodowym i środków nauczania, prowadzenia ewaluacji jakości kierunku rozwoju dzieci i młodzieży;
- kuratoriach oświaty i wychowania jako kurator, ośrodkach (wychowawczych, reedukacyjnych, penitencjarnych, sportowych),
- w szkolnictwie podstawowym i gimnazjalnym w charakterze pedagoga szkolnego lub wychowawcy klasowego prowadząc godziny wychowawcze z uczniami,
- internatach jako pedagog czasu wolnego,
- bursach przy szkolnych jako psychopedagog edukacji poza szkolnej – wspomaga proces samokształcenia;
- szkolnictwie wyższym pełnomocnik rektora ds. naukowo-dydaktycznych jako psychopedagog akademicki ds. Studenckich (opiniuje) w rozwoju psychoedukacyjnym studentów
- prowadzi na kierunku humanistycznym zajęcia teoretyczno-praktyczne (ćwiczeń z gimnastyki umysłu, warsztatów rozwoju studentów, laboratorium psychopedagogiczne, treningów psychoedukacyjnych) jako (asystent);
- instytucjach pozarządowych, stowarzyszeniach, w sektorze prywatnym (psychoedukacja);
- fundacjach działających na rzecz praw dzieci i młodzieży oraz dorosłych;
- firmach usług psychoedukacyjnych;
- poradniach psychologiczno – pedagogicznych.

Specjaliści psychopedagodzy prowadzą również:
- indywidualne praktyki badawczo-rozwojowe w prywatnych gabinetach pomocy psychologiczno-pedagogicznej (psychopedagogicznej);
- tworzą projekty edukacyjne poprzez ewaluację edukacyjno-społeczną dla Dyrektorów przedszkoli, szkół podstawowych, gimnazjów, liceów ogólnokształcących, technikum zawodowych, zasadniczym szkołom zawodowym, cech rzemiosł różnych i według zapotrzebowania edukacyjnego jako specjaliści ds. kształcenia;
- prowadzą działalność usługową dla potrzeb edukacji i psychoedukacji w zakresie przygotowania pedagogicznego;
- prowadzą indywidualne terapie psychopedagogiczne w pełnym zakresie metod i technik[7].

### Uczelnie
Polskie uczelnie posiadające psychopedagogikę jako kierunek studiów:
- Uniwersytet w Białymstoku
- Katolicki Uniwersytet Lubelski Jana Pawła II
- Akademia Pedagogiki Specjalnej im. Marii Grzegorzewskiej w Warszawie
- Akademia Humanistyczno-Ekonomiczna w Łodzi
- Kujawsko-Pomorska Szkoła Wyższa w Bydgoszczy
- Uniwersytet im. Adama Mickiewicza w Poznaniu